# Prinzessin Fisch
Prinzessin Fisch ist ein Entwicklungsroman von Wilhelm Raabe, der vom Februar 1881 bis zum März 1882 entstand und im März 1883 in Buchform bei Westermann in Braunschweig erschien. Während der Arbeit am Roman las Raabe „Dichtung und Wahrheit“. Aus Goethes Frühwerk stammt der Titel.
Der Waisenknabe Theodor erbaut sich eine Märchenwelt mit einer Prinzessin Fisch darin. Schließlich entrinnt dieser neue Amadis seinen Träumereien und steht am Romanschluss „Auf der Schwelle“ zur Alltagswirklichkeit. Raabe hat den Schwellen-Titel ebenso verworfen wie „Zu spät im Jahr“ – beides Zitate aus dem Roman.

## Inhalt
In Ilmenthal an der Ilme will die reichlich 55-jährige Frau Eugenie Rodburg auf dem Sterbebett ihr 5-jähriges Söhnchen Theodor noch einmal sehen. „Mein Kind – mein arm lieb - “, sind ihre letzten Worte. Nach dem Tode der Frau praktiziert Theodors Vater, der Rechtsanwalt Dr. juris F. Rodburg, nicht mehr. Theodors erwachsene Geschwister Alexander, Agnes, Martha und Charlotte verlassen auf der Flucht vor dem „alten Verdrießhaken“ Ilmenthal. Nachdem auch noch der Vater gestorben ist, bringen die in Deutschland verbliebenen Geschwister die kleine Waise Theodor in der unmittelbaren Nachbarschaft des Elternhauses am Kuhstiege zur Pflege unter. Theodor hat großes Glück. Er wird von dem Buchbinderaltgesellen Heinrich August Baumann aus Bruseberg, genannt der Bruseberger, über den Zaun in den Garten der Witwe Schubach gehoben. Die beiden alten Sonderlinge gewinnen Oberlehrer Professor Dr. Drüding als Obervormund. Der Professor führt Theodor bis zum Abiturientenexamen. Jeden Frühsommer ziehen die beiden zusammen mit Drüdings Tochter Florine, einem Kinde, hinaus in den Wald und machen Jagd auf Schmetterlinge und Käfer. Im Hause der Mutter Schubach – die lebenstüchtige Frau ist nie im Leben Mutter gewesen – erhält Theodor ein „nettes Schülerstübchen“ mit Blick hinab in den verwilderten Garten des seligen Vaters. Die Geschwister verkaufen Haus und Garten. Das Anwesen wechselt den Besitzer. Als Don José Tieffenbacher, Kriegszahlmeister a. D. des Kaisers Max von Mexiko, eigentlich Joseph Tieffenbacher aus Bödelfingen, das Vaterhaus kauft und mit seiner wunderschönen Frau, der Dame Romana, einzieht, ist es mit Theodors beschaulicher Studierruhe vorbei. Der Junge verliebt sich bis über beide Ohren in Romana, seine Prinzessin Fisch und will von Florine nichts mehr wissen. Latein und Griechisch, diesen „ledernen gelehrten Quark und Blödsinn“, hat Theodor noch nie gemocht. Dr. Drüding soll ihm nun endlich etwas Richtiges, also das Spanische, lehren. Der Junge möchte sich mit der schönen, stattlichen Nachbarin – dieser Frau mit den dunkeln, tief liegenden, fremdländischen Augen – unterhalten. Mutter Schubach schätzt die kuriose, gelbe, Papierzigaretten rauchende „langweilige Hexe“ auf gut zwanzig Jahre älter als ihr Pflegekind.
Captain Redburgh from Mobile U.S. steigt im Hotel Bellavista  des neuen internationalen Badeortes Ilmenthal ab. Der Hauptmann, ein munterer Vierziger, erweist sich als Theodors Bruder Alexander. Der Bruseberger und Mutter Schubach wissen noch, der Herr Alexander ist ein Dieb. Das Pflegekind überhört die Warnungen vor diesem „Schlingel von einem Menschen“. Theodor vergöttert den zwanzig Jahre älteren Bruder. Alexander hat das Ehepaar Tieffenbacher nach Ilmenthal gebracht und spekuliert mit dem Gelde des Kriegszahlmeisters a. D.; forciert den Neubau eines Hotels. Señor Tieffenbacher teilt mit Dr. Drüding die frühsommerliche Käfer-Sammelleidenschaft. Besonders, wenn sich die beiden älteren Herren auf diesbezüglichen vergnüglichen Exkursionen befinden, vergnügt sich Mr. A. Redburgh mit Frau Romana, der „feuchtkalten Fischprinzessin“. Für Theodor ist der Bruder immer noch ein „famoser Kerl“. Dabei stößt ihn der Bruseberger mit der Nase auf das Treiben des Herrn Bruders mit der „alten fremden Puppe“. Alexander, „der böse Rodburg“, nennt den kleinen Bruder einen „kindlichen Tropf“.
Theodor besteht das Abitur. Florine hat das anscheinend schon vor dem Professor gewusst. Der Junge wird von seinen drei Erziehern nach Leipzig zum Studium der Rechte geschickt. Denn die Universität gehöre „immer noch zu den bessern Erziehungsanstalten unter den Völkern der Erde.“ Die Märchengestalt Romana wird nun aus der Entfernung zu einer „recht ältlichen Erdenmadam“.
Florine, inzwischen fünfzehn Jahre alt geworden, schreibt einen Brief nach Leipzig. Darin teilt „die getreue Freundin“ Theodor mit, Romana ist mit Alexander durchgebrannt.
Theodor will – von Leipzig aus – Ilmenthal aufsuchen. Kurz vor dem Reiseziel begegnet er seinem „treuesten, besten Lehrer, Meister und Spielkameraden“, dem alten Bruseberger. Die beiden machen sich zu Fuß auf. Unterwegs ist unter anderem auch von der Prinzessin Fisch, der „gelben Hexe mit dem falschen Haargebäude, den schwarzen Höhlenaugen und den faulen Gliedmaßen“ die Rede. Theodor, angesichts seiner Vaterstadt, fühlt, „in ihr“ liegt „eine Leiche: seine unbefangene Kindheit, seine glückselige, schuldlose, vertrauensvolle, märchenvolle, wundervolle Jugend.“ So kurz vor dem Ziel kehrt Theodor – im Einvernehmen mit dem Bruseberger – nach Leipzig um.

## Zitate
- „Wie eng diese verdammte Welt ist und wie voll von lästigen guten Freunden.“[10]
- „Es sagt mancher Kaffee, der sich mit Zichorie begnügen muß.“[11]

## Form
Der Erzähler nennt die „Geschichte von der Prinzessin Fisch“ die „Geschichte von der Erziehung des Menschen durch die Phantasie“.  Erzählt wird von den ersten Schritten Theodors auf seinem Lebensweg. In dem Vortrag dieser Geschichte ufern die Überlegungen zweier Erzieher – des Brusebergers und der Mutter Schubach – aus. Im sechzehnten der zwanzig Romankapitel wechselt Raabe unvermittelt die Sicht. Erzählt wird plötzlich aus dem „Vorleben“ der drei „mexikanischen“ Eindringlinge (Ehepaar Tieffenbacher und Captain Alexander Rodburg) in das Städtchen Ilmenthal. Die beiden Herren hatten sich in Mexiko kennengelernt.

## Selbstzeugnisse
- Am 18. Juli 1883 an Marie Jensen (Gattin von Wilhelm Jensen): „Die Prinzessin Fisch war in unseren Litteraturtagen ein größeres Wagestück.“[13]
- Am 18. November 1891 an E. Felber: „Daß Sie der Bruseberger auf der Schwelle meiner lieben Bildergallerie zuerst begrüßt hat, ist mir recht angenehm.“[14]

## Rezeption
Besprechungen im Erscheinungsjahr
- Ein Anonymus lobt in den „Grenzboten“ das „gesunde und menschenwürdige Philisterium“ des „launigen, stimmungsreichen“ Romans.[16]
- Paul Schlenther beklagt in der „Deutschen Litteraturzeitung“, in dieser „bitter enttäuschten Knabenphantasie“ reiße „der äußere Zusammenhang der Dinge im Vortrage des Geschehenden“ immer einmal ab. Die Titel gebende Nebenperson Prinzessin Fisch bleibe „mehr Mittel als Zweck“. Der Rezensent hebt den Brief[17] der Florine Drüding an Theodor als vorbildliche zeitgenössische Zeichnung eines Backfischs hervor.[18]
- Hellmuth Mielke nennt im „Magazin für die Literatur des In- und Auslandes“ Raabe einen großen Humoristen und schlechten Epiker. „Die verschwommene, unklare Art der Erzählung“ lasse den Leser ermüden. Der Bruseberger und die Mutter Schubach hielten sich langatmig über Dinge auf, die „meist zu hoch oder zu tief sind“. In jedem Buch – den „Hungerpastor“ ausgenommen – erzähle Raabe immer wieder nur über sich selbst.[19]
- Ein Anonymus in der „Gegenwart“ empfindet den Romantitel als gesucht. Die Haupthandlung, die Auseinandersetzung eines Primaners mit der „ehebrecherischen Prinzessin Fisch“, sei „unerquicklich“.[20]

Neuere Besprechungen
- Die Liebe Theodors zur Prinzessin Fisch erweist sich als Illusion. Mit diesem Bilde symbolisiere Raabe sein Scheitern als Schriftsteller. Der Text eröffne Raabes Serie „rücksichtslos subjektiver Romane“.[21]
- Eine „Adoleszenzkrise, die Vertreibung aus dem Paradies“, werde vorgetragen.[22]
- Theodors Erzieher-Trio (Bruseberger, Mutter Schubach und Dr. Drüding) wirke komisch. Leitmotivisches Erzählen (Mutter Schubachs Lieblingswort „Das ist meine Idee nämlich!“ zum Beispiel) gestatte dem Leser einen „höheren Blickpunkt“ über der Realität, der das Lachen ermögliche.[23]

Stoff
- Nach Hoppe schwebte Raabe Bad Harzburg als Ort der Handlung vor. Der Text enthalte in seinem Innersten – also in der Beschreibung eines Wegstücks im Leben des jungen Theodor – Autobiographisches.[24]
- Die Vorgeschichte, Frau Romana Tieffenbacher betreffend, habe Raabe dem Buch „Querétaro“ aus der Feder des Fürsten Felix von Salm-Salm entnommen.[25]

Weiter führende Arbeiten nennen
- Hoppe[26]:

H. Zimmer: Wilhelm Raabes Verhältnis zu Goethe. Görlitz 1921, S. 49
Walther Scharrer: Wilhelm Raabes literarische Symbolik, dargestellt an Prinzessin Fisch. Dissertation München 1927. 102 Seiten, S. 71
- Oppermann[27]:

Barker Fairley: Wilhelm Raabe. Eine Deutung seiner Romane. Übers. Hermann Boeschenstein. München 1961, S. 19
Karl Hoppe: Raabes Entwurf: Zu spät im Jahr. in Hoppe: Wilhelm Raabe. Beiträge zum Verständnis. Göttingen 1967, S. 155
Fritz Martini: Wilhelm Raabes ‚Prinzessin Fisch‘. Wirklichkeit und Dichtung im erzählenden Realismus des 19. Jahrhunderts. In Hermann Helmers (Hrsg.): Raabe in neuer Sicht. Stuttgart 1968, S. 145
Friedrich Neumann: Philologie und Psychologie der Raabeforschung. Mitt. der Raabe-Gesellschaft 1953, S. 4
Ernst-August Roloff: „‚Prinzessin Fisch‘ als entwicklungs-psychologisches Problem“. Raabe-Jahrbuch 1950, S. 87
- Meyen[28] nennt elf Arbeiten aus den Jahren 1923 bis 1969.

### Verwendete Ausgabe
- Prinzessin Fisch. Eine Erzählung. S. 191–386 mit einem Anhang, verfasst von Karl Hoppe †, S. 595–656 in: Rosemarie Schillemeit (Hrsg.): Wilhelm Raabe: Fabian und Sebastian. Prinzessin Fisch. Villa Schönow. (2. Aufl.) Vandenhoeck & Ruprecht, Göttingen 1979. Bd. 15 in Karl Hoppe (Hrsg.), Jost Schillemeit (Hrsg.), Hans Oppermann † (Hrsg.), Kurt Schreinert (Hrsg.): Wilhelm Raabe. Sämtliche Werke. Braunschweiger Ausgabe. 24 Bde., ISBN 3-525-20130-3

### Ausgaben
- Wilhelm Raabe: Prinzessin Fisch. 214 Seiten. Klemm, Berlin-Grunewald 1916. Fraktur
- Wilhelm Raabe: Prinzessin Fisch. Nachwort von Heide Eilert. 245 Seiten. Reclam, Stuttgart 1980 (RUB 9994), ISBN 3-15-009994-3
- Meyen[29] nennt fünf Ausgaben.